# Sierra Sur de Jaén
La Sierra Sur de Jaén es una comarca de la provincia de Jaén. Su capital, como centro administrativo, es Alcalá la Real, que aglutina la mitad de la población total de la comarca.
Se extiende por una superficie de 784,27 km², siendo la segunda comarca más pequeña de la provincia tras Las Villas. Con una población de 40.771 habitantes (según los datos del INE para 2024), ocupa el sexto puesto por población entre las diez comarcas de la provincia.

## Geografía
La comarca está situada en el extremo suroccidental de la provincia, y limita al oeste con la provincia de Córdoba y al sureste con la de Granada. 
Dispuesta a modo de barrera natural de la depresión del Guadalquivir, la Sierra Sur forma parte de la franja central de la cordillera Subbética, alcanza su mayor altura en la Sierra de la Pandera (1870 m). En la comarca existen dos Reservas Naturales, la Laguna Honda y la Laguna del Chinche, ambas en el término municipal de Alcaudete, y el paraje de Pitillos, declarado Monumento Natural, en Valdepeñas de Jaén.
La morfología de la Sierra Sur está marcada por campiña y serranía. En las zonas llanas y en las lomas suaves, el protagonista es el olivar. En las zonas de montaña y en los valles más escondidos, se conserva aún un bosque mediterráneo autóctono, casi intacto, con el protagonismo de la encina, el quejigo, el enebro y el tejo. 

### Municipios
La comarca ha estado compuesta históricamente por diez municipios: Alcalá la Real, Alcaudete, Castillo de Locubín, Frailes, Fuensanta de Martos, Jamilena, Martos, Torredelcampo, Valdepeñas de Jaén, Los Villares. No obstante, desde el 27 de marzo de 2003, y de acuerdo con el catálogo elaborado por la Consejería de Turismo y Deporte de la Junta de Andalucía, se transfieren las localidades de Fuensanta de Martos, Jamilena, Martos, Los Villares y Torredelcampo a la Comarca Metropolitana de Jaén. La localidad de Valdepeñas de Jaén no fue transferida en este proceso, pero forma parte de la delimitación del Área metropolitana de Jaén.
La actual comarca Sierra Sur se encuentra conformada por las siguientes localidades:
| Escudo              | Municipio           | Superficie (km2) | Población (2024) | Densidad (hab./km2) | Ayuntamiento |
| ------------------- | ------------------- | ---------------- | ---------------- | ------------------- | ------------ |
| Alcalá la Real      | Alcalá la Real      | 261,36           | 21 581           | 82,57               | PP           |
| Alcaudete           | Alcaudete           | 236,81           | 10 243           | 43,25               | PSOE         |
| Castillo de Locubín | Castillo de Locubín | 104              | 3 840            | 36,92               | PSOE         |
| Frailes             | Frailes             | 39,94            | 1 55             | 38,83               | PP           |
| Valdepeñas de Jaén  | Valdepeñas de Jaén  | 183,80           | 3 556            | 19,35               | PSOE         |
|                     | Total               | 784,27           | 40 771           | 51,99               |              |

## Patrimonio Histórico Andaluz
- Ver catálogo